# Desmiphora niveocincta
Desmiphora niveocincta är en skalbaggsart som först beskrevs av Lane 1959. Desmiphora niveocincta ingår i släktet Desmiphora och familjen långhorningar.
Artens utbredningsområde är Panama. Inga underarter finns listade i Catalogue of Life.